# Metaprogramación
La metaprogramación consiste en escribir programas que escriben o manipulan otros programas (o a sí mismos) como datos, o que hacen en tiempo de compilación parte del trabajo que, de otra forma, se haría en tiempo de ejecución. Esto permite al programador ahorrar tiempo en la producción de código.
Un ejemplo sencillo de un metaprograma sería este script de Bash:
```
 
#!/bin/bash

 
# metaprogram

 
echo
 
'#!/bin/bash'
 
>program

 
for
 
((
I
=
1
;
 
I<
=
992
;
 
I++
))
;
 
do

     
echo
 
"echo 
$I
"
 
>>program

 
done

 
chmod
 
+x
 
program

```

Este script genera un nuevo programa que imprime por pantalla los números 1 a 992. Esto es sólo una muestra de cómo usar código para escribir más código, no la forma más eficiente de imprimir una lista de números.
La herramienta de metaprogramación más común es el compilador, el cual permite al programador escribir un programa relativamente corto en un lenguaje de alto nivel para, posteriormente, escribir un programa equivalente en lenguaje ensamblador o lenguaje máquina. Esto, por lo general, significa un buen ahorro de tiempo si se compara con la posibilidad de escribir el programa en lenguaje máquina de forma directa.
Otro ejemplo bastante común de metaprogramación se puede encontrar en el uso de Lex (véase también: Flex) y Yacc (véase también: bison), que son usados para generar compiladores e intérpretes.